# Zahirne, Strîi
Zahirne (în ucraineană Загірне, în germană Gelsendorf) este o comună în raionul Strîi, regiunea Liov, Ucraina, formată numai din satul de reședință. Satul a fost locuit de germanii galițieni.

## Demografie
Componența lingvistică a comunei Zahirne
     Ucraineană (98,51%)
     Rusă (1,19%)
     Alte limbi (0,22%)
Conform recensământului din 2001, majoritatea populației comunei Zahirne era vorbitoare de ucraineană (98,51%), existând în minoritate și vorbitori de rusă (1,19%).